# Crammed Discs
Crammed Discs est un label de musique indépendant belge, créé en 1980 par le musicien et producteur Marc Hollander (du groupe Aksak Maboul). Sa production éclectique mélange rock, musiques du monde et musique électronique.

## Historique
Basé à Bruxelles, Crammed Discs a publié environ 400 albums et 300 formats courts, et travaille depuis ses débuts avec des artistes en provenance du monde entier (des Balkans à l'Afrique, de l'Amérique du Sud au Moyen-Orient sans oublier l'Europe occidentale et les États-Unis). Internationalement reconnu comme l'un des labels indépendants les plus novateurs, Crammed a joué et joue toujours un rôle de précurseur en matière de fusions musicales, sans égards pour les frontières géographiques ou stylistiques.
Crammed a créé plusieurs sous-labels ou collections thématiques: Made to Measure (musiques instrumentales, bandes-son réelles ou imaginaires), SSR, Language et Selector (musiques électroniques), CramWorld (musiques du monde), Ziriguiboom (nouvelles musiques brésiliennes), ainsi que les séries Freezone et Congotronics.
Crammed est dirigé par Marc Hollander (A&R) avec Hanna Gorjaczkowska (développement d'artistes, marketing, distribution & direction graphique) et Vincent Kenis (réalisateur, directeur de la collection Congotronics).
Après avoir lancé et accompagné la carrière internationale d'artistes tels que Zap Mama, Bebel Gilberto, Tuxedomoon, Taraf de Haïdouks, Cibelle, Konono N°1 ou encore Balkan Beat Box et Shantel, Crammed signe les artistes suivants durant les années 2008 à 2014: Lonely Drifter Karen (groupe folk-pop-cabaret de Vienne et Barcelone), le producteur marocain de Londres U-cef, les Congolais de Kasai Allstars et Staff Benda Bilili, le duo helvéto-ghanéen OY, les groupes belges Hoquets, Zita Swoon Group et Amatorski, les groupes américains Megafaun, Skeletons et Akron/Family, le groupe belgo-colombien La Chiva Gantiva, le rappeur belgo-congolais Baloji, l'artiste franco-américaine Maïa Vidal, le groupe sud-africain/néerlandais Skip&Die, la chanteuse libanaise Yasmine Hamdan et l'artiste argentine Juana Molina.
En 2011, Crammed Discs a fêté son trentième anniversaire en montant le projet Congotronics vs Rockers, un « supergroupe » comprenant dix musiciens congolais et 10 musiciens indie rock (dont des membres de Konono N°1, Deerhoof, Wildbirds & Peacedrums, Kasai Allstars, Skeletons, ainsi que Juana Molina et Vincent Kenis), qui ont collaboré à la création d'un répertoire commun, et se sont produits dans une quinzaine de grands festivals et salles de concert, dans 10 pays,,,,. Un double album est créé à partir d'enregistrements réalisés durant et autour de la tournée, il paraît en 2022. 
De 2016 à 2023, les nouvelles signatures du label sont le collectif français de musique électronique Acid Arab, la chanteuse et musicienne portugaise Lula Pena, le jeune duo franco-gallois Fauna Twin, le groupe pop expérimental français Aquaserge, Matias Aguayo & The Desdemonas, le projet rock du producteur de musique électronique germano-chilien, Don The Tiger, chanteur et musicien expérimental espagnol basé à Berlin, le duo franco-chilien Nova Materia, l'artiste anglo-nigérian Ekiti Sound, le musicien californien Scott Gilmore, le musicien et producteur Pascal Gabriel avec son nouveau projet Stubbleman, l'artiste de musique électronique angolais Batida, le collectif anglo-ougandais Nihiloxica et le groupe techno palestinien Zenobia.

## Discographie (albums)
1980
- Aksak Maboul : Un Peu de l'Âme des Bandits, avec Chris Cutler et Fred Frith (LP 1980, réédition CD en 1995, réédition vinyle en 2018)

1981
- Aksak Maboul : Onze Danses Pour Combattre la Migraine (paru en 1977, réédité chez Crammed en 1981, réédition CD en 2003, réédition vinyle en 2015)
- Minimal Compact : Minimal Compact (mini-album, 1981, réédité en CD avec One By One sous le titre One+One By One)
- Band Apart : Band Apart (mini-album)
- Family Fodder : Greatest Hits

1982
- The Honeymoon Killers : Les Tueurs de la Lune de Miel
- Des Airs : Lunga Notte (mini-album)
- Hermine : The World On My Plates
- Benjamin Lew/Steven Brown : Douzième Journée: le Verbe, la Parure, l'Amour

1983
- Minimal Compact : One By One (réédition CD sous le titre One+One By One)
- Band Apart : Marseille
- Zazou Bikaye+CY1: Noir Et Blanc (réédition vinyle en 2017)

1984
- Made To Measure Vol.1, avec Aksak Maboul, Benjamin Lew, Minimal Compact, Tuxedomoon
- Blaine Reininger/Mikel Rouse : Colorado Suite
- Minimal Compact : Deadly Weapons
- Karl Biscuit : Regrets Eternels (1984, réédition CD en 2003 in Secret Love - Compiled Electropop Works)

1985
- Zazou Bikaye : Mr Manager
- Peter Principle : Sedimental Journey
- Tuxedomoon : Holy Wars
- Minimal Compact : Raging Souls
- Tuxedomoon : Half Mute (paru en 1980 chez Ralph Records, réédition Crammed en 1985)
- Hector Zazou : Géographies
- Karl Biscuit : Fatal Reverie (1985, réédition CD en 2003 in Secret Love - Compiled Electropop Works)
- Nadjma : Rapture In Baghdad, avec Adrian Sherwood

1986
- Surfin Dave and The Absent Legends : In Search of a Decent Haircut
- Divers artistes : Fuck Your Dreams, This Is Heaven, reprises de chansons des nannies 60 et 70 par des members denia. members of Tuxedomoon & Minimal Compact
- Colin Newman : Commercial Suicide
- Tuxedomoon : Desire (originally out on Ralph Records in 1981, re-issued on Crammed in 1986)
- Benjamin Lew/Steven Brown : À propos d'un paysage
- Tuxedomoon : Ship of Fools
- Mikel Rouse : A Walk In The Woods
- John Lurie : Stranger Than Paradise (Bande originale du film de Jim Jarmusch film)
- Mahmoud Ahmed : Erè Mèla Mèla (morceaux parue en 1975-76 en Éthiopie, album paru chez Crammed Discs en 1986, réédité en 2000 dans la collection Éthiopiques)
- Hector Zazou : Reivax au Bongo

1987
- Minimal Compact : The Figure One Cuts
- Tuxedomoon : You
- Minimal Compact : Lowlands Flight
- Sussan Deyhim & Richard Horowitz : Desert Equations
- Yasuaki Shimizu : Music For Commercials (réédition vinyle en 2017)
- John Lurie : Down By Law (band original du film de Jim Jarmusch)
- Daniel Schell & Karo : If Windows They Have
- Karen Finley : The Truth Is Hard To Swallow
- Tuxedomoon : Suite en Sous-Sol/Time To Lose/Short Stories (parus en 1982 et 1983, réédition Crammed en 1987)

1988
- Bel Canto : White Out Conditions
- Colin Newman : It Seems
- Sonoko : La Débutante
- Benjamin Lew : Nebka
- Tuxedomoon : Pinheads on the Move

1989
- Minimal Compact : Live
- Zazou Bikaye : Guilty
- Dominic Sonic : Cold Tears
- Peter Principle : Tone Poems
- Samy Birnbach/Benjamin Lew : When God Was Famous
- Divers artistes : Sampleur et Sans Reproche (compilation SSR)
- Bleep (alias Geir Jenssen alias Biosphere) : The North Pole By Submarine

1990
- Bel Canto : Birds Of Passage
- Hector Zazou : Géologies
- Steven Brown/Delphine Seyrig : De doute et de grâce
- Peter Scherer & Arto Lindsay : Pretty Ugly
- Zelwer : La fiancée aux yeux de bois
- Foreign Affair : East On Fire
- Fred Frith : The Top Of His Head
- Gabor G.Kristof : Le cri du lézard
- Steve Shehan : Arrows
- Daniel Schell & Karo: Le Secret de Bwlch
- Tuxedomoon : Divine, musique pour un ballet de Maurice Béjart (1982, réédition Crammed 1990)

1991
- Dominique Dalcan : Entre l'étoile et le carré
- Classic Swede Swede : Toleki Bango (Miles Ahead)
- Taraf de Haïdouks : Musique des Tziganes de Roumanie
- Ramuntcho Matta : Domino One
- Bobvan : Loonychip Classics
- Michel Moers : Fishing Le Kiss
- Seigen Ono : Nekonotopia Nekonomania
- Zap Mama : Zap Mama (rebaptisé Adventures In Afropea par Luaka Bop pour la sortie US release, 1991)
- Hector Zazou : Sahara Blue avec John Cale, Ryuichi Sakamoto, David Sylvian...

1992
- Bel Canto : Shimmering Warm and Bright
- David Cunningham (en) : Water
- Divers artistes : Roots Of Rumba Rock 1 (1953-54) (1992, réédité avec le vol.2 en format double CD en 2006)
- The Gruesome Twosome (Samy Birnbach & Bertrand Burgalat): Candy For Strangers
- Les Snuls : Les Snuls, bien entendu

1993
- Sainkho (Saynkho Namchylak) : Out of Tuva
- Bobvan : Water Dragon
- Divers artistes : Roots Of OK Jazz (1993, réédité en 2006)
- Brion Gysin : Self-Portrait Jumping
- Tuxedomoon : Solve et Coagula
- Benjamin Lew : Le Parfum du Raki
- Lone Kent : Granite & Sand
- Avalon : Earth Water Air Fire

1994
- Ramuntcho Matta : 2 l'Amour
- Divers artistes : Freezone 1: The Phenomenology Of Ambient (double CD)
- Zap Mama : Sabsylma
- Dominique Dalcan : Cannibale
- Taraf de Haïdouks : Honourable Brigands, Magic Horses and Evil Eye
- Solar Quest : Orgship
- Divers artistes : Around The Day in 80 Worlds, compile par DJ Morpheus aka Samy Birnbach
- Purna Das Baul & Bauls Of Bengal
- Divers artistes : Jungle Vibes
- Divers artistes : Renegade Selector

1995
- 4hero Parallel Universe
- John Lurie National Orchestra: Men With Sticks
- Harold Budd & Hector Zazou : Glyph
- Divers artistes : Freezone 2: Variations On A Chill, compilé par DJ Morpheus aka Samy Birnbach (2 CD)
- Divers artistes : Miscellaneous (compilation Language )
- Divers artistes : Jungle Vibes 2 (compilation Selector)
- Divers artistes : Roots Of Rumba Rock 2 (1954-55) (1995, réédité avec le vol.1 en format double CD en 2006)
- Bio Muse : Wrong
- Zelwer : Les dieux sont fâchés/The Gods Are Angry
- Aural Expansion : Surreal Sheep

1996
- Tek 9 : It's Not What You Think It Is !!?!
- Snooze : The Man In The Shadow
- Divers artistes : Freezone 4: Horizontal Dancing, 23 titres exclusifs par Herbert, Kruder&Dorfmeister, Carl Craig...(2CD)
- Divers artistes : Miscellaneous, The 2nd Edition (compilation Language )
- Endemic Void Equations
- Hugo : La Formule
- Aural Expansion : Remixed Sheep
- Divers artistes : Moving House, compilé par DJ Geoffroy aka Mugwump
- Divers artistes : Junglized (compilation Selector)
- Divers artistes : The Deepest Shade Of Techno, compilé par 4hero (2CD)
- Ziryab Trio : Mashreq Classics

1997
- Carl Craig : More Songs About Food And Revolutionary Art
- Barbara Gogan avec Hector Zazou : Made On Earth
- Divers artistes : Freezone 4: Dangerous Lullabies, 22 titres exclusifs par Basement Jaxx, Rhythm And Sound, Thievery Corporation...(2CD)
- Juryman vs Spacer : Mail-Order Justice
- Tuxedomoon : The Ghost Sonata (1991, réédition Crammed en 1997)
- Kočani Orkestar : L'Orient est rouge
- Elixir : Alien Rainbow
- Meira Asher : Dissected
- Q-Moog : The Arc Of Blueness
- Subject 13 : The Black Steele Project
- Tao (groupe) : Esoteric Red
- Divers artistes : Moving House 2, compilé par DJ Geoffroy aka Mugwump
- Divers artistes : Lysergic Factory, compilé par DJ Morpheus

1998
- Taraf de Haïdouks : Dumbala Dumba
- Buckfunk 3000 : First Class Ticket to Telos
- Auto Repeat : The Unbearable Lightness of Auto-Repeating
- Circadian Rhythms : Internal Clock
- Divers artistes : Freezone 5: The Radio Is Teaching My Goldfish Ju-Jitsu, 21 titres exclusifs par Shawn J.Period, Jigmastas, Joe Claussell... (2CD)
- Bossacucanova : Revisited Classics
- Telex : I Don't Like Music, une collection de remixes
- Divers artistes : Moving House 3, compilé par DJ Geoffroy aka Mugwump
- Divers artistes : If U Can Beat 'Em, Break 'Em, compilé par DJ Morpheus
- Divers artistes : Phax'n'Phixion, The Nu Hip Hop Underground, compilé par DJ Morpheus
- Divers artistes : Junglized 2 (compilation Selector )
- Divers artistes : The Family Album, titres exclusifs par les artistes du sous-label Language
- Kevin Saunderson : Faces & Phases (2CD)

1999
- Telex : I Don't Like Music 2, une collection de remixes
- Meira Asher : Spears Into Hooks
- Divers artistes : Freezone 6: Fourth Person Singular, 22 titres exclusifs par Alex Gopher, Stacey Pullen, Mark Pritchard... (2CD)
- Zuco 103 : Outro Lado
- Phosphorus : Pillar Of Salt
- Divers artistes : Brasil 2mil - The Soul Of Bass-O-Nova
- Suba (Mitar Subotić) : São Paulo Confessions
- Niko Marks & Eddie Fowlkes : City Boy Players
- Divers artistes : Moving House At Food Club
- Divers artistes : Tags Of The Times 2.0
- Divers artistes : The Beyond Real Experience, réalisé et compilé par DJ Spinna
- Divers artistes : Electric Kingdom - New Skool Breaks & Electro
- Divers artistes : If It's Not 100% U.K. Hip Hop You Can Have Your Money Back, compilé par Tony Thorpe & Dave Watts

2000
- Bebel Gilberto : Tanto Tempo
- Sandy Dillon & Hector Zazou : 12 (Las Vegas Is Cursed)
- Tek 9 : Simply
- Juryman : The Hill
- Le PM : Les Petits Chefs
- Sussan Deyhim : Madman of God
- Divers artistes : In My Bag, compilé par DJ Morpheus

2001
- Taraf de Haïdouks : Band of Gypsies
- Zuco 103 : The Other Side of Outro Lado
- Divers artistes : Freezone: Seven Is Seven Is, 23 titres exclusifs par Cibelle, Kid Koala, Tim 'Love' Lee... (2CD)
- Trio Mocotó : Samba Rock
- Divers artistes : Samba Soul 70
- Snooze : Goingmobile
- Bossacucanova : Brasilidade
- Bebel Gilberto : Tanto Tempo Remixes

2002
- Kočani Orkestar : Alone at my Wedding
- Suba (Mitar Subotić): Tributo
- Zuco 103 : Tales of High Fever
- Juryman : Escape To Where
- Sussan Deyhim/Bill Laswell : Shy Angels
- Divers artistes : Ziriguiboom: The Now Sound Of Brazil

2003
- Electric Gypsyland 1 (Taraf de Haïdouks et Kočani Orkestar réinterprétés par Señor Coconut, Mercan Dede, Arto Lindsay etc)
- Cibelle : Cibelle
- Celso Fonseca : Natural
- Benjamin Lew : Compiled Electronic Landscapes
- Zuco 103 : One Down, One Up (2CD)

2004
- Bebel Gilberto : Bebel Gilberto
- Tuxedomoon : Cabin In The Sky
- Tuxedomoon : Seismic Riffs (DVD)
- Mahala Rai Banda : Mahala Rai Banda
- Trio Mocotó : Beleza! Beleza!! Beleza!!!
- Bossacucanova : Uma Batida Diferente
- Konono N°1 : Congotronics
- Minimal Compact : Returning Wheel (3CD box set, incl. nouveaux remixes et inédits)

2005
- Celso Fonseca : Rive Gauche Rio
- Bebel Gilberto : Bebel Gilberto Remixed
- Apollo Nove : Res Inexplicata Volans avec Cibelle, Seu Jorge, etc.
- DJ Dolores : Aparelhagem
- Zuco 103 : Whaa!
- Cibelle : About A Girl EP (CD/DVD dualdisc)
- Divers artistes : Ziriguiboom: The Now Sound Of Brazil 2
- Taraf de Haïdouks : The Continuing Adventures Of... (DVD+CD)
- Congotronics 2, Buzz'n'Rumble in the Urb'n'Jungle, avec Konono No.1, Kasai Allstars, Basokin, etc. (CD+DVD)

2006
- Tartit : Abacabok
- Think Of One : Trafico
- Cibelle : The Shine Of Dried Electric Leaves
- Electric Gypsyland 2 (Taraf de Haïdouks, etc., réinterprétés par Tunng, Animal Collective, Nouvelle Vague, Susheela Raman, etc.)
- Tuxedomoon : Bardo Hotel Soundtrack
- Hugo : La Nuit des Balançoires
- Wise In Time : The Ballad of Den The Men
- Divers artistes : Roots Of Rumba Rock 1+2 (1953-55) (paru en 1992 et 1995, réédition en 2CD en 2006)

2007
- Tuxedomoon : Vapour Trails
- Tuxedomoon : 77o7 TM (The 30th Anniversary Box) (3CD+1DVD)
- Bebel Gilberto : Momento
- Taraf de Haïdouks : Maskarada
- Flat Earth Society : Psychoscout
- Balkan Beat Box : Nu Med
- Think Of One : Camping Shaabi
- Shantel : Disko Partizani!
- Konono N°1 : Live At Couleur Cafe
- Divers artistes : Sex & The Single Rabbit (compilation digitale en 2 volumes, retraçant la période électronique de Crammed, 1988-2000)

2008
- Kasai Allstars : In The 7th Moon, The Chief Turned Into A Swimming Fish...
- Kočani Orkestar : The Ravished Bride
- DJ Dolores : 1 Real
- Allá : Es Tiempo
- Balkan Beat Box : Nu-Made (CD+DVD)
- Lonely Drifter Karen Grass Is Singing
- U-cef : Halalwood
- Hector Zazou & Swara: In The House Of Mirrors

2009
- Staff Benda Bilili : Tres Tres Fort
- Bossacucanova : Ao Vivo (DVD+CD)
- Mocky : Saskamodie
- Shantel :Planet Paprika
- Chicha Libre : Sonido Amazonico!
- Les Tueurs de la lune de miel (alias The Honeymoon Killers) : Special Manubre (paru en 1977, réédition Crammed en 2009)
- Akron/Family : Set 'Em Wild, Set 'Em Free
- Megafaun : Gather, Form & Fly
- Flat Earth Society : Cheer Me, Perverts
- Zeep : People & Things

2010
- Konono N°1 : Assume Crash Position
- Lonely Drifter Karen : Fall Of Spring
- Balkan Beat Box : Blue Eyed Black Boy
- Cibelle : Las Venus Resort Palace Hotel
- Axel Krygier : Pesebre
- Divers artistes : The Roots Of Chicha 2
- Radioclit Presents : The Sound Of Club Secousse (African Dance Music Anthems)
- Tradi-Mods vs Rockers : Alternative Takes on Congotronics avec Deerhoof, Andrew Bird, Juana Molina, Micachu, Glenn Kotche, etc. (2CD)
- Megafaun : Heretofore

2011
- Skeletons : People
- Taraf de Haïdouks & Kočani Orkestar : Band of Gypsies 2
- Hoquets : Belgotronics
- Divers artistes : The Karindula Sessions (CD+DVD)
- Tuxedomoon : Unearthed, musiques et vidéos inédites (CD+DVD)
- Megafaun : Megafaun
- The Real Tuesday Weld : The Last Werewolf
- La Chiva Gantiva : Pelao
- Maïa Vidal : God Is My Bike
- Baloji : Kinshasa Succursale

2012
- Zita Swoon Group : Wait For Me
- Lonely Drifter Karen : Poles
- Balkan Beat Box : Give
- Jagwa Music : Bongo Hotheads
- Chicha Libre : Canibalismo
- Staff Benda Bilili : Bouger Le Monde
- Skip&Die : Riots In The Jungle

2013
- Amatorski : TBC (+ Same Stars We Shared)
- Maïa Vidal : Spaces
- NYNKE : Alter
- Yasmine Hamdan : Ya Nass
- Cibelle : ∆UNBINDING∆
- Skip&Die : Remixed Riots
- Amatorski : re:tbc
- Brown Reininger Bodson : Clear Tears | Troubled Waters
- Juana Molina : Wed 21

2014
- La Chiva Gantiva: Vivo
- OY: No Problem Saloon
- Amatorski: from clay to figures
- Tuxedomoon: Pink Narcissus
- Kasai Allstars: Beware The Fetish
- Juana Molina: Segundo (réédition de l'album paru en 2000)
- Juana Molina: Tres Cosas (réédition de l'album paru en 2002)
- Juana Molina: Son (réédition de l'album paru en 2006)
- Juana Molina: Un día (réédition de l'album paru en 2008)
- Chancha Vía Circuito: Amansara
- Véronique Vincent & Aksak Maboul: Ex-Futur Album
- Jozef van Wissem: It Is Time For You To Return

2015
- Taraf de Haïdouks: Of Lovers, Gamblers and Parachute Skirts
- Axel Krygier: Hombre de piedra
- Skip&Die: Cosmic Serpents
- Bérangère Maximin: Dangerous Orbits
- Soapkills: The Best of Soapkills
- Maïa Vidal: You're The Waves
- Tuxedomoon & Cult With No Name: Blue Velvet Revisited
- Tuxedomoon: The Vinyl Box (rétrospective: coffret contenant 10 albums vinyl)

2016
- Konono N°1: Konono N°1 meets Batida
- Divers artistes: Give Me New Noise: Half-Mute Revisited
- Véronique Vincent & Aksak Maboul: Je pleure tout le temps EP (reworks & remixes)
- OY: Space Diaspora
- Acid Arab: Musique de France
- Aquaserge: Guerre EP
- Fauna Twin: The Hydra EP
- Véronique Vincent & Aksak Maboul: 16 Visions of Ex-Futur (covers & reworks, feat. Jaakko Eino Kalevi, Aquaserge, Lætitia Sadier, Forever Pavot, Flavien Berger, Nite Jewel, Bullion, Burnt Friedman, Hello Skinny, Marc Collin, Bérangère Maximin, Lena Willikens & Aksak Maboul)

2017
- Lula Pena: Archivo Pittoresco
- Aquaserge: Laisse ça être
- Le Ton Mité: Passé composé futur conditionnel
- Yasmine Hamdan: Al Jamilat
- Kasai Allstars: Around Félicité
- Juana Molina: Halo
- Matias Aguayo & The Desdemonas: Sofarnopolis
- Juana Molina: Un día (édition vinyle)
- Yasuaki Shimizu: Music For Commercials (réédition vinyle)
- Zazou Bikaye CY1: Noir et Blanc (réédition vinyle)

2018
- Aksak Maboul: Un peu de l'âme des bandits(réédition vinyle)
- Aquaserge: Déjà-vous?
- Lio: Lio canta Caymmi
- Yasmine Hamdan: Jamilat Reprise
- Nova Materia: It Comes
- Don The Tiger: Matanzas

2019
- Scott Gilmore: Two Roomed Motel
- Ekiti Sound: Abeg No Vex
- Stubbleman: Mountains And Plains
- Band Apart: Band Apart (réédition vinyle)
- Matias Aguayo: Support Alien Invasion
- Juana Molina: Forfun EP
- Zap Mama: Adventures in Afropea (vinyl reissue)
- Various Artists: Kinshasa 1978 (Originals & Reconstructions) - feat. Konono N°1, Sankayi, Martin Meissonnier

2020
- Doctor Fluorescent: Doctor Fluorescent (feat. Scott Gilmore & Eddie Ruscha)
- Aksak Maboul: Figures
- Zenobia: Halak, Halak
- Nihiloxica: Kaloli
- Ekiti Sound: Abeg No Vex Remixes vol.1 (digital EP)
- Stubbleman: The Blackbird Tapes (digital EP)
- Nova Materia: Live At Home (digital EP)

2021
- Ikoqwe (Batida & Ikonoklasta
- Kasai Allstars: Black Ants Always Fly Together...
- Nova Materia: Xpujil
- Aquaserge: The Possibility of a New Work for Aquaserge
- Aksak Maboul: Redrawn Figures 1 et Redrawn Figures 2

2022
- Steven Brown: El Hombre Invisible
- Congotronics International: Where's The One?
- Various Artists: Fictions (Made To Measure Vol.47) feat. Kaitlyn Aurelia Smith, Mary Lattimore etc
- Batida: Neon Colonialismo

2023
- Acid Arab: Trois
- Aksak Maboul: Une aventure de VV (songspiel)
- Ensemble 0: Jojoni
- Ekiti Sound: Drum Money
- Nihiloxica: Source of Denial

2024
- Amatorski: Curves and Bends, Things Veer
- Aquaserge: La fin de l'économie

Compilations Crammed
- It's A Crammed, Crammed World 1 (LP, 1984)
- It's A Crammed, Crammed World 2 (LP, 1987)
- The World According To Crammed (CD, 1993)
- Crammed Global Soundclash 80-89 (2 CD séparés, ou coffret avec inédits et livre, 2003)
- 20 Ways To Float Through Walls, panorama du label entre 2001 & 2007 (CD, 2007)
- It's A Crammed, Crammed World 3, panorama du label en 2008/2009 (CD, 2009)
- Crammed Walks With The Animals, 20 morceaux dont les titres contiennent des noms d'animaux (CD, 2011)
- Crammed Goes To The Movies, titres figurant dans ou inspirés par des films (CD, 2011)
- Rare SSR Electronica 1988-94 (Crammed Archives 1) (2022)
- Rare Global Pop '80s (Crammed Archives 2) (2022)
- Rare SSR Electronica 1994-01 (Crammed Archives 3) (2023)